# タラハチー・カウンティ (戦車揚陸艦)
|          |                                                                                             |
| 艦歴     |                                                                                             |
| 発注     |                                                                                             |
| 起工     | 1945年8月4日                                                                                |
| 進水     | 1946年7月19日                                                                               |
| 就役     | 1949年5月24日                                                                               |
| 退役     | 1970年6月15日                                                                               |
| その後   | スクラップとして売却                                                                        |
| 除籍     | 1970年6月15日                                                                               |
| 性能諸元 |                                                                                             |
| 排水量   | 6,000トン                                                                                   |
| 全長     | 382 ft (116 m)                                                                              |
| 全幅     | 54 ft (16 m)                                                                                |
| 吃水     | 14 ft 5 in (4.39 m)                                                                         |
| 機関     | バブコック・アンド・ウィルコックス製ボイラー2基 ウェスティングハウス製蒸気タービン、2軸推進 |
| 最大速   | 14ノット (26 km/h; 16 mph)                                                                  |
| 乗員     | 190名                                                                                       |
| 兵装     | 38口径5インチ砲2門 連装40mm砲2門 単装20mm砲2門                                              |

タラハチー・カウンティ (USS Tallahatchie County, LST-1154) は、アメリカ海軍の戦車揚陸艦。タルボット・カウンティ級戦車揚陸艦の2番艦。艦名はミシシッピ州のタラハチー郡に因む。

## 艦歴
LST-1154 は1945年8月4日にボストン海軍工廠で起工する。1946年7月19日にワイルダー・D・ベイカー夫人によって進水し、1949年5月24日に艦長コートランド・T・バブコック中佐の指揮下就役した。
就役から1962年まで LST-1154 は大西洋艦隊揚陸部隊に所属し、東海岸沿いの活動と、地中海で第6艦隊との展開を交互に繰り返した。1955年7月1日タラハチー・カウンティ (USS Tallahatchie County, LST-1154) と命名された。タラハチー・カウンティは1959年にチャールストン海軍造船所で退役し、航空支援艦への改修が行われた。
1962年2月3日に改修は完了し、AVB-2（航空支援艦）へ艦種変更される。艦後部の上部構造は前方に拡張され、艦前部には通信アンテナが装備された。タラハチー・カウンティは航空支援艦として、クレタ島のソウダ湾において活動する対潜哨戒機部隊に対して司令および補給設備を提供できるように設計された。部隊の支援装備はタンクデッキに装備された可動のバンで運搬され、艦首ランプによって揚陸された。
経歴の残りをタラハチー・カウンティは地中海における航空部隊の支援任務に費やした。その後1970年1月3日に退役し、1970年7月15日に除籍された。タラハチー・カウンティは1970年7月にイタリア、ジェノバの Contieri Navali Santa Maria にスクラップとして売却された。